# Joel B. Michaels
Joel Brandon Michaels ist ein US-amerikanischer Filmproduzent. Zu seinen bekannteren Arbeiten gehören Filme wie Das Grauen, Terminator 3 – Rebellion der Maschinen, Terminator: Die Erlösung und Das Philadelphia Experiment. Von den frühen 1970er Jahren bis einschließlich 2019 war er mehr als 25 Film- und Fernsehproduktionen beteiligt.

## Filmografie
- 1971: Die auf heißen Öfen verrecken (The Peace Killers)
- 1975: Las Vegas Lady
- 1975: The Four Deuces
- 1976: Bittersüße Liebe (Bittersweet Love)
- 1978: Dein Partner ist der Tod (The Silent Partner)
- 1980: Das Grauen (The Changeling)
- 1980: Ein Sommer in Manhattan (Tribute)
- 1981: Der zweite Mann (The Amateur)
- 1983: Die Aufreisser von der High School (Losin' It)
- 1984: Das Philadelphia Experiment (The Philadelphia Experiment)
- 1985: Harem
- 1986: Black Moon
- 1986: Mit dem Mut der Verzweiflung (Courage)
- 1992: Universal Soldier
- 1993: Drei von ganzem Herzen (Three of Hearts)
- 1994: Stargate
- 1995: Das Tal der letzten Krieger (Last of the Dogmen)
- 1995: Die Piratenbraut (Cutthroat Island)
- 1997: Lolita
- 2003: Terminator 3 – Rebellion der Maschinen (Terminator 3: Rise of the Machines)
- 2003: The Visual Bible: The Gospel of John
- 2006: Half Light
- 2006: Basic Instinct – Neues Spiel für Catherine Tramell (Basic Instinct 2)
- 2008–2009: Terminator: The Sarah Connor Chronicles (Fernsehserie, 31 Folgen)
- 2009: Terminator: Die Erlösung (Terminator Salvation)
- 2019: After the Wedding
- 2025: The Amateur

## Auszeichnungen
Genie Award
- 1980: Auszeichnung in der Kategorie Best Motion Picture für Das Grauen
- 1981: Nominierung in der Kategorie Best Motion Picture für Ein Sommer in Manhattan
- 1981: Auszeichnung in der Kategorie Golden Reel Award für Das Grauen
- 1982: Nominierung in der Kategorie Best Motion Picture für Der zweite Mann

Andere
- 1978: Etrog in der Kategorie Best Feature Film für Dein Partner ist der Tod[1]